# Joachim Blüher

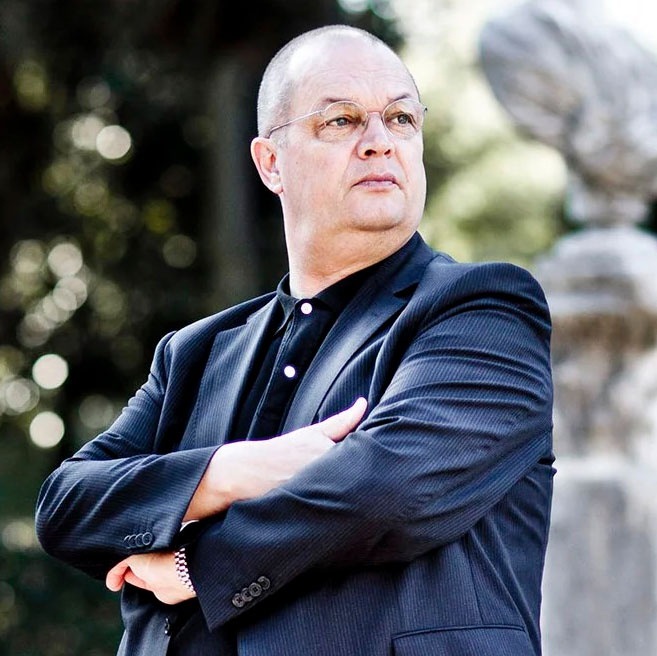
Joachim Blüher 2018 im Garten der Villa Massimo

Joachim Blüher (* 1953 in Uelzen, Niedersachsen) ist ein deutscher Kunsthistoriker und Kulturmanager. Von 2002 bis Ende Juni 2019 war er Direktor der Deutschen Akademie Rom Villa Massimo.

## Leben
Joachim Blüher entstammt einer Juristen- und Politikerfamilie, sein Urgroßvater war der Jurist Carl Wilhelm Blüher, sein Großonkel Bernhard Blüher Oberbürgermeister von Dresden. Seine Urgroßmutter Jenny Blüher war die Ehefrau von Kurt Sorge. Geboren 1953 in Uelzen, kam er als Sechsjähriger mit seiner Familie nach Bayern. Nach dem Abitur 1974 leistete er seinen Zivildienst bei der archäologischen Denkmalpflege in Mainz, anschließend studierte er Kunstgeschichte und Archäologie in Mainz, Wien, Rom und Bonn. 1989 wurde er an der Rheinischen Friedrich-Wilhelms-Universität Bonn zum Thema Die ehemalige Martins-Rotunde – Das himmlische Jerusalem im Bonn des 12. Jahrhunderts promoviert. Während des Studiums arbeitete er als Restaurator im archäologischen Bereich in Deutschland und Frankreich.
Blüher ist mit der Bonner Schmuck-Galeristin Birgitta Knauth verheiratet und hat zwei erwachsene Kinder. Im Ruhestand lebt er mit seiner Frau wiederum in Bonn.

### Der Galerist und die Galerie Joachim Blüher
Von 1989 bis 1993 war Blüher in der Galerie Michael Werner, Köln und New York, tätig. Ab 1993 betrieb er die Galerie Joachim Blüher in der Gertrudenstr. 7 in Köln. Dort stellte er Künstler wie Georg Baselitz, Sigmar Polke, A.R. Penck, Jörg Immendorff und Per Kirkeby aus, vertrat aber auch jüngere Künstler wie Jean-Michel Alberola, Siegfried Anzinger, Saskia Niehaus, Peter Roesch, Dirk Sommer und Barbara Camilla Tucholski,. Ebenfalls präsentierte er Zeichnungen von Victor Hugo, Benjamin Katz und Jaroslav Poncar aus. 2001 wurden Bilder des Reportagefotografen Thomas Rabsch gezeigt.

### Leiter der Villa Massimo
2002 wurde Blüher vom damaligen Kulturstaatsminister Julian Nida-Rümelin zum Leiter der Villa Massimo ernannt und mit der Umsetzung von deren Neukonzeption betraut.
Blüher organisierte viele Veranstaltungen, wie z. B. Sommerfeste, Ausstellungen, Konzerte und Lesungen, adaptierte das Konzept einer „Nacht der Villa Massimo“ und regte an, die Villa Massimo durch sogenannte „Praxisstipendien“ für Personen zu öffnen, die keine Künstler im engeren Sinn sind, aber deren Berufsfelder „mit den Künsten korrespondieren“, so z. B. Sasha Waltz, Jim Rakete, Till Brönner, Martin Helmchen und der Orgelbauer Philipp Casper Andreas Klais. Weiter wurden auch die Aufenthalte des Typografen Friedrich Forssman, der Opernregisseurin Valentina Simeonova, des Kunstdruckers Till Verclas sowie des Bäckers Josef Wagner ermöglicht.
Blüher beendete nach 17 Jahren seinen Dienst regulär. 2020 wurde ihm für seine Verdienste um die Institution das Bundesverdienstkreuz am Bande verliehen.